# Cabernet franc

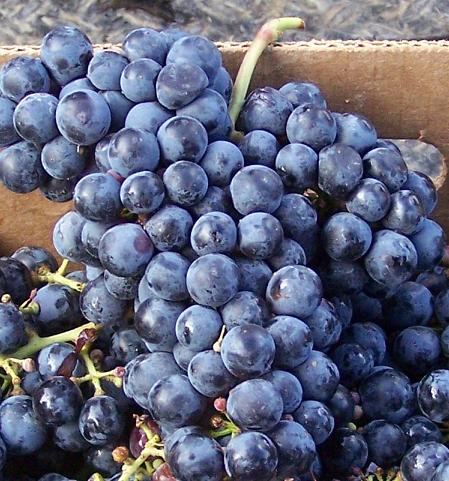
Racimo de cabernet franc.

La cabernet franc es una de las uvas tintas más plantadas en el mundo. Se usa, sobre todo, para mezclarse con la cabernet sauvignon y la merlot en el vino de Burdeos, pero también se puede vinificar sola, como en el vino chinon del Loira. Además, se hace como vino de hielo para producir vinos varietales y de mezcla en Estados Unidos y Canadá.
La cabernet franc es más ligera que la cabernet sauvignon, y produce un luminoso y claro vino tinto que contribuye a la finura y deja un aroma a pimienta al mezclarse con uvas más robustas. Dependiendo de la región en la que crece y del estilo del vino, puede tener aromas adicionales como tabaco, frambuesa, pimiento, grosella negra y violetas.
Los éxitos de la cabernet franc en Burdeos se remontan a finales del siglo XVIII, aunque ha sido plantada en el Loira desde mucho antes. Los análisis de ADN indican que la cabernet franc es uno de los padres de la cabernet sauvignon, la merlot y la carménère.

## Historia
Se cree que la cabernet franc se estableció en la zona de Libourne, al suroeste de Francia, en algún momento del siglo XVII, cuando el cardenal Richelieu transportó esquejes de la vid desde el valle del Loira. Fueron plantados en la abadía de Bourgueil, bajo los cuidados de un abad llamado Bretón, cuyo nombre se asoció a la uva. En el siglo XVIII, se encontraron plantaciones de cabernet franc en Fronsac, Pomerol y Saint-Émilion destinadas a la producción de vino de buena calidad.
La popularidad de la cabernet sauvignon creció en los siglos XIX y XX, y se observó el gran parecido con la cabernet franc por lo que se extendieron las teorías sobre su relación. En 1997, la evidencia del ADN mostró que la cabernet franc había sido cruzada con la sauvignon blanc para producir la cabernet sauvignon.

## Viticultura

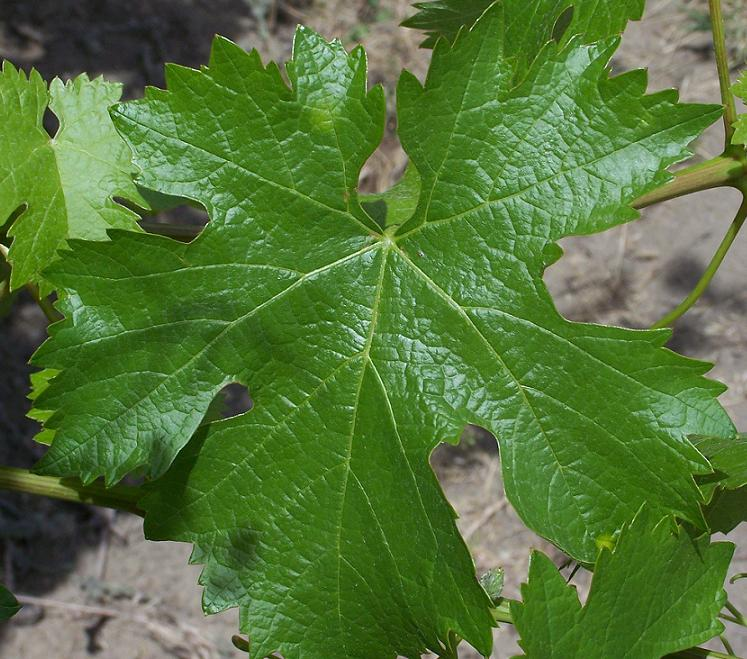
Hoja de cabernet franc.

En general, la cabernet franc es muy similar a la cabernet sauvignon, pero brota y madura al menos una semana antes. Esto permite a la vid adaptarse a climas ligeramente más fríos que los de la cabernet sauvignon, como los del valle del Loira. En Burdeos, las plantaciones de cabernet franc son un "seguro" contra las inclemencias del tiempo de la cosecha que podrían dañar las plantaciones de cabernet sauvignon. Su brote temprano las hace susceptibles a los peligros de la viticultura como el coulure temprano en la estación de crecimiento. La vid es vigorosa y ergida, con piel oscura y hojas con cinco lóbulos. Los racimos son alargados y de tamaño pequeño o mediano. Las uvas son muy pequeñas y de un color azul oscuro, con pieles finas. La cabernet franc es más propensa a la mutación que la cabernet sauvignon, pero menos que la pinot noir.
La cabernet franc se puede adaptar a una amplia variedad de suelos pero puede prosperar en suelos de arena y tiza, produciendo vinos más pesados y con más cuerpo ahí. En el valle del Loira, el terruño aporta diferencias entre los vinos que se pueden percibir entre las uvas que han crecido en terrazas de gravilla o en laderas de toba. La uva puede producir altos rendimientos, produciendo un exceso de cultivo vinos con más notas a hierbas verdes.

## Regiones vinícolas
La cabernet franc es una de las veinte uvas más plantadas del mundo. Hay plantaciones a través de Europa, en el Nuevo Mundo, en China y Kazajistán. En algunas regiones es plantada como un componente de vinos de mezcla al estilo de los de Burdeos, como el que se hace con meritage, o jugando un rol secundario con la cabernet sauvignon y la merlot.
En algunas partes del noreste de Italia, Anjou-Saumur, Touraine y el "banco derecho" de la región de Burdeos, la cabernet franc juega un rol importante en las mezclas y también es vinificada en vinos varietales.
Destaca su presencia en Francia e Italia, aunque también está presente en España, Hungría, Eslovenia y Bulgaria.
El viñedo de Cabernet Franc más antiguo del mundo está plantado en Mendoza, Argentina. Es propiedad de Bodega Benegas, y fue plantado por Tiburcio Benegas en el año 1899. Actualmente son utilizadas para producir un vino tinto: Benegas Lynch Cabernet Franc. 

### Francia

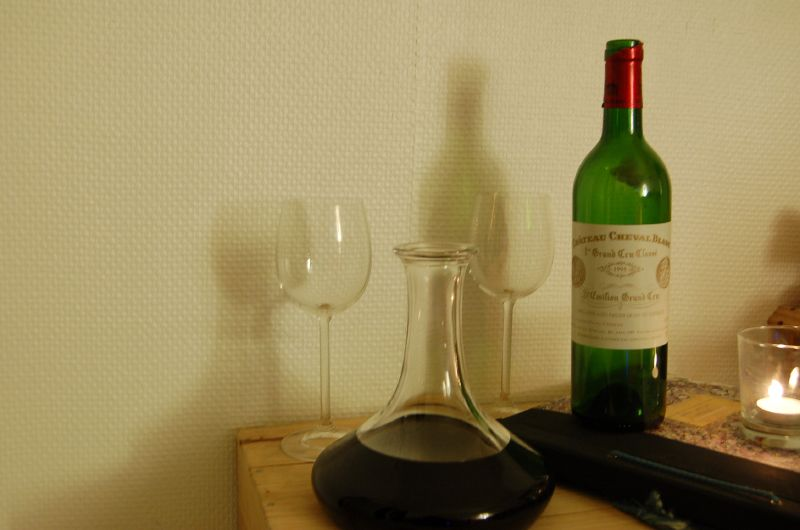
El vino chateau cheval blanc de Saint Emilion, Burdeos, está realizado, sobre todo, con cabernet franc.

En Francia, la cabernet franc se encuentra sobre todo en el valle del Loira y en la región de Libourne de Burdeos. En el 2000, era la sexta uva tinta más plantada del país. Entre otras áreas con plantaciones significativas están las zonas con Appellation d'origine contrôlée (AOC) Bergerac y Madiran.
A principios del siglo XX, había las mismas plantaciones de cabernet sauvignon y de cabernet franc en Burdeos, que abarcaban un área de 25,000 hectáreas a finales de los años 60. Muchas de estas plantaciones fueron al "banco derecho", a las regiones de Gironde, en el Fronsac, Saint Emilion y Pomerol. A finales del siglo XX, aunque las plantaciones de cabernet sauvignon habían aumentado rápidamente en Burdeos en un ratio de 2 a 1 en proporción a la cabernet franc, las plantaciones allí eran de 35,360 hectáreas, casi la mitad del total del país, que son 88.990 hectáreas.
En el valle del Loira, la cabernet es ampliamente plantada en las regiones de Anjou, Bourgueil, Chinon y Saumur-Champigny.

### Italia
En el año 200 había unas 17.300 hectáreas de cabernet franc en Italia. En cualquier caso, la variedad de uva es confundida a menudo con la cabernet sauvignon y la vieja uva de Burdeos carmenere, de modo que las hectáreas reales podrían no saberse hasta que los ampelógrafos hayan analizado más viñedos. Es plantada sobre todo en el lejano noreste de Italia, en particular en Friuli, pero también se encuentra en los viñedos del Véneto (donde es conocida como bordo), y es parte de algunas mezclas de Chianti en sitios tan al sur como Apulia. Las plantaciones de cabernet franc de la región de la Maremma eran valoradas por el equilibrio y la elegancia que le daban a las mezclas. Los vinos italianos etiquetados simplemente como "cabernet" a menudo tienden a ser de cabernet franc o de una mezcla entre cabernet franc y cabernet sauvignon.

### España
En España, y según la Orden APA/1819/2007, de 13 de junio (BOE del día 21), se trata de una variedad de vid destinada a la producción de vino recomendada en Cataluña.
En Cataluña su cultivo es minoritario. Se ha adaptado bien y es una de las variedades autorizadas en la DO Cataluña, la DO Cuenca de Barberá, DO Penedés y DO Terra Alta. Según la misma Orden 1819/2007, está autorizada en otras comunidades autónomas, como son: Andalucía, Aragón y Castilla-La Mancha.

### Hungría
La cabernet franc ha recabado atención en Hungría desde finales de los años 1990, cuando se demostró que algunas regiones vinícolas no eran buenas para que la cabernet sauvignon alcanzase su madurez completa.
Los exitosos vinos monovarietales de Villány y Szekszárd demostraron el gran potencial de la uva. Algunos expertos internacionales declararon que la cabernet franc "había encontrado su nuevo hogar en la región de Villány". Los varietales de cabernet franc húngaros, normalmente, tienen buen cuerpo, una cantidad moderada o alta de taninos y son ricos en aromas a especias, flores azules y frutos rojos y negros, con un potencial de envejecimiento de unos diez años. Estos vinos normalmente pasan de 12 a 18 meses de envejecimiento en nuevos barriles húngaros de roble.
Además de encontrarse en Villány y Szekszárd, la cabernet franc también está presente en Eger, al sur del lago Balaton y en Sopron, en menor extensión. La cabernet franc complementa a menudo los vinos de mezcla al estilo de Burdeos de estas regiones y, a veces, juega un papel en la producción de vinos rosados.

### Canadá
La cabernet franc se ha popularizado en Canadá, siendo plantada para el vino de Ontario de la península del Niágara, en la isla del Príncipe Eduardo, en el norte del lago Erie, en la isla Pelee y en el valle de Okanagan de la Columbia Británica. Aunque es usado más a menudo en vinos de mezcla, está ganando alguna popularidad como vino varietal y como vino de hielo. Madura unas dos semanas antes que la cabernet sauvignon, y se adapta mejor al frío clima canadiense que otras variedades de uvas tintas. Los vinos de Ontario de cabernet franc a menudo tienen notas a verduras y frambuesa, con una acidez moderada.

### Estados Unidos
Los productores de California querían reproducir una mezcla al estilo de los vinos de Burdeos (ahora a la venta como meritage). De comienzos a mediados del siglo XX, algunas plantaciones de cabernet franc fueron confundidas con merlot. En los años 80, el interés creciente en la cabernet frac llevó a un incremento de las plantaciones que ayudó a aumentar el total de hectáreas de cabernet franc en California hasta las 3400 hectáras, muchas de ellas en Napa y Sonoma.
En 1986 Casa Nuestra Winery del valle de Napa inició el primer programa de cabernet franc de los Estados Unidos, ganando un Doble Oro (Double Gold) y una Medalla al Mejor de su Clase (Best of Class Medal) en la competición de vinos de Los Ángeles Times. El programa continúa hoy. Recientemente, la uva ha llamado la atención de los agricultores de las áreas más frías como las AVA de Long Island y los lagos Finger de Nueva York, el valle de Grand de Colorado, las colinas Shawnee del sur de Illinois, Pensilvania, la costa oeste de Míchigan, el estado de Washington y Monticello, que está en la región del Piamonte de Virginia, así como en el área metropolitana de Roanoke, incrementando sus plantaciones en Misuri y en Rocky Knob, al suroeste de Virginia. La Universidad Estatal de Míchigan ha llevado a cabo investigaciones sobre el cabernet franc en su centro de investigaciones agronómicas de Benton Harbor. En la región de los Grandes Lagos y en Virginia, la cabernet franc es valorada por su habilidad para madurar de forma más segura que otras vides y por producir vinos de mejor calidad que muchas uvas híbridas.
En el estado de Washington, las primeras plantaciones de la cabernet franc se cultivaron en bancales experimentales de la Universidad Estatal de Washington en el valle del Columbia durante la década de los 1970. En 1985 la cabernet franc se plantó en el viñedo Red Willow para usarla en vinos de mezcla del estilo de Burdeos. El primer vino varietal de cabernet franc de Washington lo lanzó en 1991 Columbia Winery, y fue seguido por uno de Chateau Ste Michelle en 1992, con uvas de su viñedo de Cold Creek. En los años 1990, Chinook Winery introdujo en el estado el primer vino de cabernet franc rosado. Hoy es la cuarta uva más plantada en el estado detrás de la cabernet sauvignon, la merlot y la syrah. La cabernet franc de Washington se distingue por su estilo afrutado, con notas de arándano azul y frambuesa. Las notas vegetales características disminuyen en el vino de Washington, que tiende a tener más notas a café y aceitunas.

### Otras regiones del Nuevo Mundo

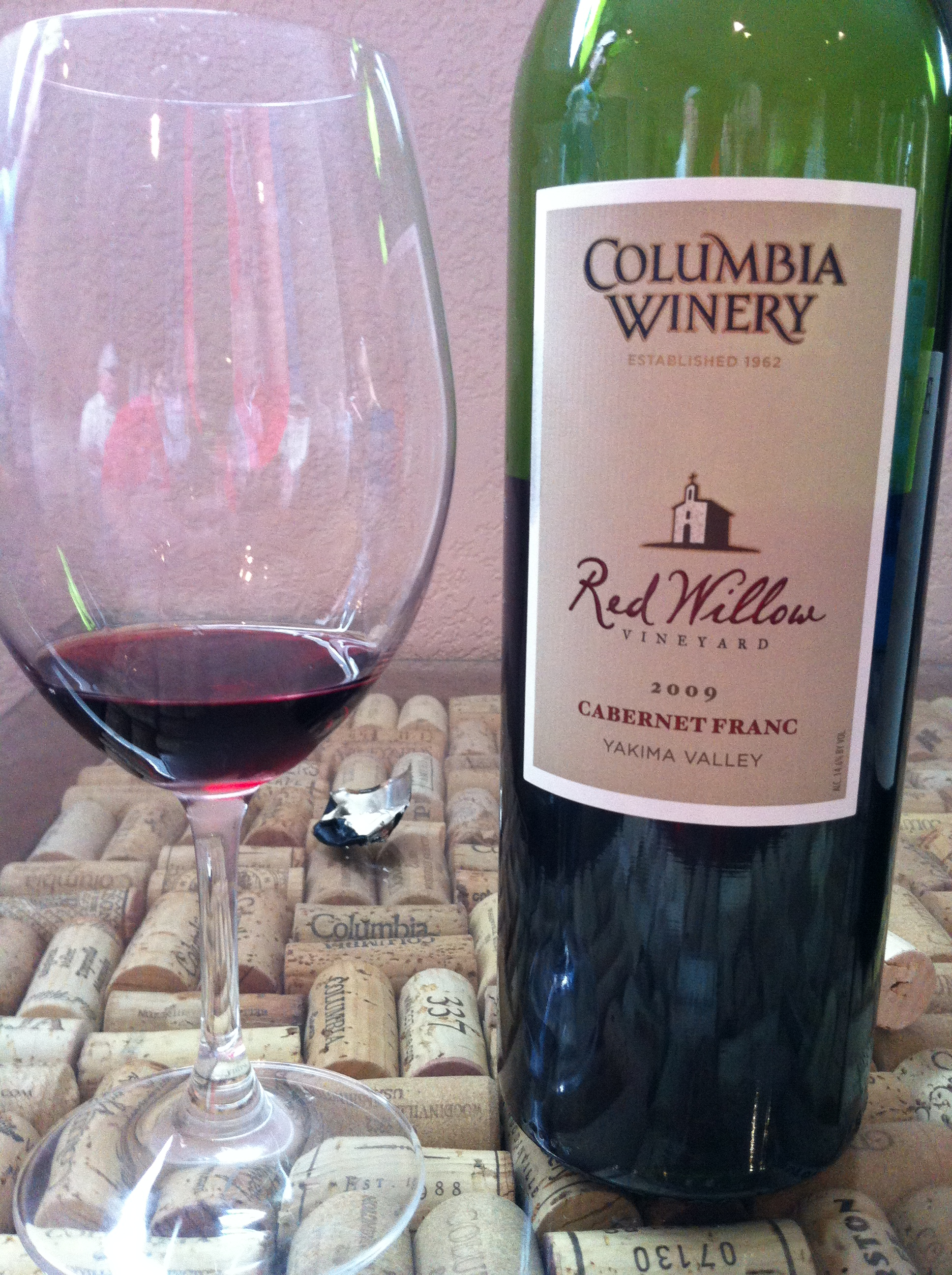
El primer vino varietal de cabernet franc del Estado de Washington fue producido por Columbia Winery de uvas del viñedo Red Willow de Yakima Valley.

En el Nuevo Mundo, la cabernet es usada sobre todo como un componente de vinos de mezcla y se encuentra de forma escasa en Australia, Sudáfrica, Chile, Argentina y Nueva Zelanda.
Como muchas uvas, la cabernet franc vino a Australia con la colección de James Busby en 1832. Crece, sobre todo, en climas fríos, fríos y cálidos y cálidos como los del noreste de Victoria, McLaren Vale, las colinas de Adelaida y el valle Clare.
En Nueva Zelanda, muchos productores han encontrado el terruño con clima frío que ayuda a dar sabores de cabernet franc al cabernet sauvignon y las plantaciones del verdadero cabernet franc se han limitado, habiendo solo unas 519 hectáreas plantadas en 2006.
En Sudáfrica, la cabernet franc se ha convertido en la favorita de algunas tiendas de vinos y las hectáreas han aumentado lentamente hasta las 2470 hectáreas a mediados de los 2000. En Chile había unas 2910 hectáreas a principios del siglo XXI.
Actualmente hay unas 500 hectáreas de cabernet franc plantadas en el entorno de la región de Mendoza, en Argentina. Alejandro Vigil, encargado de la Bodega Catena Zapata cree que la cabernet franc es el futuro para Argentina. De esas 500 hectáreas, Catena ha plantado 20 hectáreas y planeaba plantar 80 más en 2013.

## Vinos

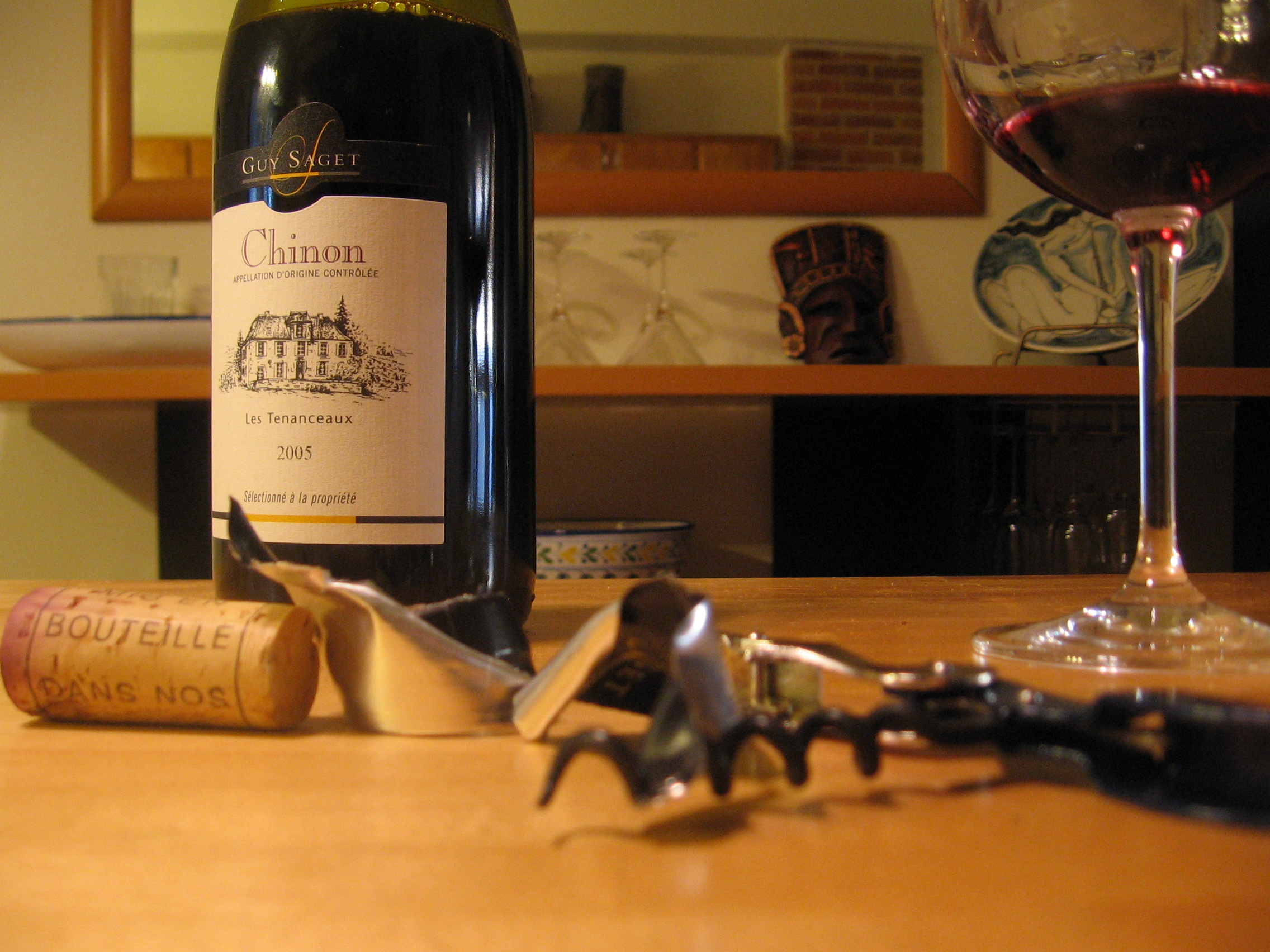
Un vino chinon del valle del Loira hecho de cabernet franc.

La cabernet franc comparte muchos de los mismos compuestos fenólicos y componentes aromáticos de la cabernet sauvignon, pero con algunas diferencias apreciables. La cabernet franc tiende a tener pigmentaciones más claras y produce vinos con el mismo nivel de intensidad y riqueza. La cabernet franc tiende a tener un perfume más pronunciado con notas de frambuesa, grosella negra, violeta y grafito. Se caracteriza a menudo por un golpe a verduras verdes que puede ir de hojas a pimientos verdes. Tiene ligeramente menos taninos que la cabernet sauvignon y tiende a producir un vino más suave a la boca. Los ejemplos del Nuevo Mundo de cabernet franc tienden a ser más afrutados y se puede retrasar la cosecha para minimizar las notas a hoja verde.

## Sinónimos
- Verificadas genéticamente: tsapournako (Grecia), verdejilla tinto (Aragón, España).[3]

- Otros sinónimos: achéria (País Vasco, sobre todo Irouléguy), ardounet (béarn), bidure (graves), Bordeaux (Suiza), bordo (Rumanía), boubet (Pirineos Altánticos), bouchet franc o gros bouchet (Saint-Émilion y Pomerol), bouchy (Madiran y Béarn), breton (valle del Loira), cabernet gris, cabrunet (Pomerol), capbreton rouge (Landes), carmenet (Médoc), couahort (Béarn), plant breton o plant de l’abbé breton (Chinon en Indre-et-Loire), sable rouge (Tursan), trouchet (Béarn), véron (Nièvre y Deux-Sèvres), vidure, vuidure, grosse vidure (Graves),[3] acería, arrouya, burdeas tinto, cabernet, cabernet aunis, cabernet franco, fer servandou, gamput, grosse vidure, hartling, kaberne fran, messanges rouge, morenoa, noir dur, petit fer, petit viodure, petite vidure, petite vignedure, véron bouchy, véronais.[10]

- Variedades comúnmente confundidas con la cabernet franc: ardonnet (Béarn, ya no se cultiva), arrouya (Pirineos), béquignol noir (dissay en Viena), cabernet sauvignon, carmenère, gros cabernet (Médoc, ya no se cultiva), hondarribi beltza (País Vasco, en España).[3]